# Ортінг (Вашингтон)
Ортінг (англ. Orting) — місто (англ. city) в США, в окрузі Пірс штату Вашингтон. Населення — 9041 особа (2020).

## Географія
Ортінг розташований за координатами 47°5′49″ пн. ш. 122°12′42″ зх. д. / 47.09694° пн. ш. 122.21167° зх. д. (47.096930, -122.211686).  За даними Бюро перепису населення США в 2010 році місто мало площу 7,24 км², з яких 7,06 км² — суходіл та 0,18 км² — водойми.

## Демографія
Згідно з переписом 2010 року, у місті мешкало 6746 осіб у 2184 домогосподарствах у складі 1688 родин. Густота населення становила 931 особа/км².  Було 2361 помешкання (326/км²).
Расовий склад населення:
| - 87,9 % — білих - 1,5 % — чорних або афроамериканців - 1,4 % — корінних американців - 1,3 % — азіатів - 0,5 % — вихідців з тихоокеанських островів - 2,4 % — осіб інших рас |

До двох чи більше рас належало 5,0 %. Частка іспаномовних становила 7,2 % від усіх жителів.
За віковим діапазоном населення розподілялося таким чином: 30,7 % — особи молодші 18 років, 59,1 % — особи у віці 18—64 років, 10,2 % — особи у віці 65 років та старші. Медіана віку мешканця становила 32,7 року. На 100 осіб жіночої статі у місті припадало 102,9 чоловіків;  на 100 жінок у віці від 18 років та старших — 101,7 чоловіків також старших 18 років.
Середній дохід на одне домашнє господарство  становив 75 472 долари США (медіана — 72 114), а середній дохід на одну сім'ю — 77 603 долари (медіана — 72 957). За межею бідності перебувало 13,4 % осіб, у тому числі 20,1 % дітей у віці до 18 років та 7,9 % осіб у віці 65 років та старших.
Цивільне працевлаштоване населення становило 3019 осіб. Основні галузі зайнятості: виробництво — 19,6 %, освіта, охорона здоров'я та соціальна допомога — 16,8 %, науковці, спеціалісти, менеджери — 11,4 %, роздрібна торгівля — 11,2 %.